# 日本姓氏
日本姓氏是指日本人所用的姓氏，包含氏（日语：／ Uji */?）、姓（／ Sei *）及苗字（／ Myōji）等。日本姓氏体系庞大，來源十分複杂，眾說紛紜。在古代及近代的日本，開創新家業、家族集團分立或收養關係等原因都可以改姓，這也是日本姓氏数目眾多、可变性高的主要原因。
一般而言，現今日本的姓氏可以分為兩類：自古就有的、以及自《平民苗字必稱義務令》後創立的。此外，天皇與皇族因為被認為是天照大神的後代，而處於賜姓予臣民的社會頂層，所以都只有名而沒有姓。

## 种类
日本人的姓氏來源較漢族姓氏來得複雜，其中大致可分為從地名、國名、氏名、物象、職業、名、姓氏簡略、轉字、當字、佳字、信仰、外來、佛教、合字、賜姓、商號、皇族宮號、稱謂、由兩姓組合、公家、部民、神道、事件、商業、藝名、敬稱、族名、武家、歸化等，其中以地名姓佔最多：山口、石川、中山、高橋、松阪、橋本、清水、伊東、中村、山本、田中、小林等皆為地名。亦有少數姓氏為單姓，日本普遍的「林」、「森」、「關」、「島」均與中國或其他地方同字姓氏並無關係。

### 氏
古代日本只有名沒有姓。公元四世纪末，大和王权把西日本的很多小国统一为一个国家，形成以大王（即后来的天皇）為首，並與豪族聯合組成的統治集團，豪族的同族集團叫做氏，一个“氏”也就是一个豪族。此時的氏并不只是父系或母系家族概念，它並非自然的社会集团，而是大王以承认豪族独占或世袭官职的权力，借助豪族对农民进行間接统治。而这些“氏”，就按照其职务、领地、居住地来命名，称为“氏名”，如“出雲氏”、“忌部氏”、“中臣氏”（後來的藤原氏），也有氏名来自神名、技艺的。

### 姓
另外，大和朝廷为了维护统治秩序，分别给贵族颁赐臣、連、造、君、直、县主、村主、宿禰等約30個“姓”（カバネ）。这种姓是用来表示豪族的地位、门第、职务的世袭称号 ， 是除了皇亲外的贵族用来区分身份地位的标志，体现大和王权与各氏族之间政治关系的。“氏”与“姓”合称“氏姓制度”。 
大化改新后，天武天皇十三年（公元684年），天武天皇颁布诏令废除了原来的氏族制度体系，将诸氏族的姓重新整理，并按等级排序为以下八种新的姓氏：，称为八色姓。这一改革的动机与意图，主要是为了推动律令制建设，打破传统豪族势力依托的氏族制度。八色姓制度允许低位阶官员激励通过努力表现获赐姓、改姓进而晋升，为官僚体系、社会流动注入了竞争力，；同时通过赐姓，朝廷还加强了对地方和氏族的控制，构建了明确的等级秩序，巩固律令制国家与社会，達成中央集權的目標。

### 苗字
随着律令体制的崩溃，平安时代中期以后“氏”、“姓”逐渐形式化，从西元9至10世纪起，出现了新的姓氏称呼——“名字”，后来写作“苗字”（苗是分支的意思）。由於社会的发展，原有的氏族分成若干个家族，这些家族一般以其职业、居住地、官职名或以其私有土地的地名的假名相称，这些称呼便成了“苗字”。苗字其实是一个家族从氏族本家分离出去后產生的新的姓氏。
然而古代的氏姓仍然被保留，以象征、塑造家族地位，如德川家康的正式稱謂“源朝臣德川家康”，即“源氏朝臣姓、名字德川諱家康”，但由于人们喜好攀附著名氏族、高级姓，因此氏姓已经失去作为人名、表示亲属关系的实际功能。江户时代武士普遍使用“苗字”的方式作为姓氏，平民则不可公开使用苗字。但另一方面，朝廷、公家直到江户时代都不把“苗字”视为正式的人名，朝廷的文件中不会使用“近卫”、“九条”、“西园寺”等苗字，而是采用传统的氏名，如“藤原”、“源”、“平”、“橘”，在朝廷的正式文件中“氏+姓”的形式依然保留，例如“源朝臣”，但在其他情况下姓常被省略。

### 现代日本姓氏
明治维新后，朝廷与一般社会在人名观念上的分歧，在明治政府整顿人名规定的过程中引发了一系列混乱。明治政府初期的核心人物多为公家出身，他们倾向于按照朝廷的传统习惯进行人名管理，致力于恢复古代的姓名形式。1869年的《官位记》规定按姓（原本的氏）、尸（原本的姓）和名諱的顺序书写人名，例如：伊藤博文被记为“越智宿禰博文”，这些姓尸是否真实并不明确，但它们被天皇及朝廷视为必要称谓。
然而日本社会已习惯于使用通称或苗字为日常称呼，而重视古代氏姓的规定与实际社会大相径庭。当明治政府要求各藩以提交职员名册时，产生了姓尸不明的问题，对行政事务造成了阻碍。随着藩閥逐渐控制明治政府，人名规定的复古趋势开始发生转变。1871年明治政府颁布《姓不称令》，规定在所有公文书中取消使用“姓尸”，仅使用“苗字”和“实名”，1872年壬申户籍编纂中，正式将“氏”、“姓”、“苗字”一元化为单一的概念--“苗字”，即今日所谓“日本姓氏”，旧有的氏、姓至此彻底退出历史舞台。
日本在1875年《平民苗字必稱義務令》之前只有占人口極少數的貴族、武士才有資格在公開場合使用自己的姓氏，绝大多数人（95%以上）的苗字只能在沒有武士等贵族在場的私下場合使用。1870年（明治3年），为了徵兵、徵税、制作户籍等的需要，明治天皇颁布了《平民苗字许可令》容许以前不准使用姓氏的平民使用姓氏，但已习惯不稱姓的日本平民对此并不热心，故工作推行缓慢。因此，于1875年（明治8年）明治天皇又颁布了《平民苗字必稱義務令》，规定所有日本人必须使用苗字，而僧侶等原來沒有苗字或者忘記苗字的人則需要創造新姓，稱為「明治新姓」。
隨著日本的姓氏數量極速增長，1898年，政府制定了户籍法，每户的姓这才固定下来，不得任意更改。据估计，取自明治维新之后这一时期的姓的數量不少，但不一定佔絕大多數。根据中國商务印书馆1981年出版的《日本姓名词典》，当时日本大概有姓氏七万条。最多的统计记录是在20世纪80年代，约14万，即平均一千人左右使用一个姓氏。

## 读法
日本姓氏的读法十分复杂，即使是日本人也不能一見即知。同一个读音可能对应了几十種汉字的写法，而同一组汉字又可能有好几种读音，有些讀音是漢字意思的白話解釋，有些甚至毫無规律可言。這可能間接導致了日本社會十分仰賴名片的現象：即，大眾需要名片上的羅馬拼音或振假名，才能準確讀出對方姓名。以日本第二大姓氏铃木为例，同样读作「すずき（suzuki）」者，尚有、等十九种。而汉字又有十四种不同的读法。
另外一個經典的案例：讀作「たかなし（takanashi）」，读音和汉字完全無法對應。这时需要像猜谜语般地来解析：taka是日语中老鹰的意思，而nashi是日语中的否定文语的终止型，漢字即為，“因为没有老鹰，所以小鸟能出来玩”，故曰「小鳥遊」。亦唸作「（takanashi）」，小鳥遊為其轉換。這些多半出自動漫及江戶年代戲書。同樣出自動漫及江戶年代戲書的還有「（Watanuki）」為。「（hozumi）」為。
至於「一寸八分」、「十二月一日」、「十二月晦日」、「言語道断」等姓氏則非常罕見且難讀，在日本稱為「幽靈名字」。有些日本漢字在中文裡面也有不少麻煩，主要原因是中文死字、和製漢字沒有對應的漢語讀音等。

## 规则

### 夫妻姓氏
傳統上日本為夫婦別姓，女性婚後不會從夫姓，而是保留娘家的姓氏，只有婿養子在婚後改用妻家的姓氏。明治維新後，因为法律上禁止夫妻别姓，一般妻子改为丈夫的姓，如果是入赘的女婿则改为女家的姓氏。

### 用字限制
日本於《當用漢字表》及後來的《常用漢字表》中實施漢字簡化後，又對人名中的漢字公布了人名用漢字為規範。這些規範主要針對名，姓氏中有既不是常用漢字，又不是人名用漢字的情況下，可自行提出申請姓氏改用新字體或假名寫法。有些覺得筆劃多不好寫的人便提出申請，例如姓的人很多都改為的寫法。不過也有不少例外，例如和就是相反的情況，較多人繼續使用筆劃多的，像「廣末涼子」即是有名的例子之一，過去一些文書及媒體因當用漢字的規範，多會使用新字體，但其實戶籍上登錄的寫法是。
2008年以前，可沿用姓氏寫法的人民僅限於自古即生長於日本的家族，常用漢字、人名用漢字規範頒佈後才歸化的外國人則一律使用人名用漢字規定的字體。2008年12月8日国籍法改正時，該限制被廢止，、等不屬於相關規範的漢字，現在也可以用於歸化外國人的姓氏中（但仍不能用於名，無論是否為歸化的人民）。

## 分佈
在日本，各地的姓氏分布是不一樣的，這和其民族構成有一定的關係。例如在沖繩「與那嶺」比較多，這是因為古時那里是琉球國的緣故，當地本來用漢姓的士族後裔用祖先的封地為苗字，平民就用自己所住的村名作為苗字，「與那嶺」來自於與那嶺村。而北海道地方「金田一」並不少見，這是因為那裡是阿伊努族聚居的地方。

## 常見姓氏
最常見的姓氏有40多個，其中鈴木、佐藤、田中、山本、渡边、高橋、小林、中村、伊藤、斋藤十大姓佔总人口的10%，有1,000多万。使用人數排3,600位後的姓氏是極罕見的姓氏。
日本最大的姓氏是佐藤，其來源一說是來源於藤原秀鄉，即藤原家中担任过左衛門尉的人的后裔。也有指可能是因為日本人普遍希望自己的家族興旺，就像可以擔任公家的藤原氏一樣。相類似的是其他眾多帶有「藤」字的姓氏，寄托了同樣的期望。日本第二大的姓氏是鈴木，和佐藤類似的，來源於古時候的武將的姓氏。
以下是根據明治安田生命保險2018年在日本前30名主要姓氏的調查（樣本約為655萬人）。
| 排行 | 姓氏（讀法）                           | 占有率 | 備註 |
| ---- | -------------------------------------- | ------ | --- |
| 1    | 佐藤（サトウ、サドウ）                 | 1.53%  | 在以北海道、東北地方為首的東日本（特別是秋田縣）和東九州為主要姓氏，而關西地方除大阪府和兵庫縣外，則沒有那麼多。 在沖繩縣為相當罕見的姓氏。 |
| 2    | 鈴木（スズキ、ススキ、ススギ）         | 1.44%  | 多位於愛知縣（特別是三河）、靜岡縣和南關東和東北地方。 在南關東的排名中排名第一。 該姓氏的發源地是和歌山縣的海南市，但在西日本（特別是九州和沖繩地方），它並不多。                                                                                |
| 3    | 高橋（タカハシ、タカバシ）             | 1.14%  | 這個姓氏也以東北地方為首，在東日本（特別是岩手縣的北上市周邊）和中四國地方中也存在很多。 |
| 4    | 田中（タナカ、ダナカ、デンチュウ）     | 1.06%  | 分佈於全國各地，在大多數都道府縣中名列前茅，但在密度方面，西日本（沖繩縣除外）較多。該姓人口在大阪府、福岡縣和山陰地方的排名中排名第一，在西日本也排名第一。東日本關東地方（特別是埼玉縣入間比企地方）、甲信越地方（特別是長野縣）·北海道密度高。 |
| 5    | 渡邊（ワタナベ、ワタベ）               | 0.94%  | 發祥地為大阪市中央區，除沖繩縣外，全國分佈均勻，但密度多為山梨縣和靜岡縣等東日本南部或中京地方、九州（特別是大分縣）。 |
| 6    | 伊藤（イトウ）                         | 0.90%  | 中京地方和東北地方關東地方近畿地方山陰地方中較多。 數量最多的是愛知縣，但在密度方面，三重縣更多。 愛知縣 名古屋市是數量最多的。 |
| 7    | 中村（ナカムラ）                       | 0.85%  | 分佈於全國但西日本較多，特別是近畿地方和九州地方。 |
| 8    | 小林（コバヤシ、オバヤシ）             | 0.83%  | 關東地方、信越地方、近畿地方和中國地方中較多。 |
| 9    | 山本（ヤマモト）                       | 0.82%  | 北陸地方山陽地方第1名，近畿地方山陰地方第2名。 東日本在埼玉縣和靜岡縣中排名較靠前。 |
| 10   | 加藤（カトウ）                         | 0.71%  | 發祥地是加賀國（石川縣），但北陸地方並不多，中京地方分佈較多。 |
| 11   | 吉田（ヨシダ、キチダ、ヨシタ）         | 0.68%  | 其起源京都市左京區。 分佈於沖繩縣以外的全國，其中以北陸地方、近畿地方和四國地方密度高。 |
| 12   | 山田（ヤマダ）                         | 0.65%  | |
| 13   | 佐佐木（ササキ）                       | 0.55%  | 發祥地是滋賀縣米原市，但北海道東北地方福井縣中國地方很多。 |
| 14   | 山口（ヤマグチ）                       | 0.51%  | 分佈於全國各地，但西日本（特別是西九州）的比例很高。 |
| 15   | 松本（マツモト）                       | 0.50%  | 分佈於西日本和北關東地區。 |
| 16   | 齋藤（サイトウ）                       | 0.48%  | |
| 17   | 井上（イノウエ、イカミ）               | 0.48%  | 西日本分佈較多。 |
| 18   | 木村（キムラ）                         | 0.46%  | 分佈於除沖繩縣以外的全國。 |
| 19   | 林（ハヤシ）                           | 0.44%  | 北陸地方、近畿地方和山口縣分佈較多。 |
| 20   | 清水（シミズ、キヨミズ、ショウズ）     | 0.43%  | |
| 21   | 山崎（ヤマザキ、ヤマサキ）             | 0.39%  | 大多分佈在西日本。 |
| 22   | 中島（ナカジマ、ナカシマ）             | 0.38%  | 在中國地方和九州地方非常多。 |
| 23   | 森（モリ）                             | 0.38%  | 大多分佈在西日本。 |
| 24   | 阿部（アベ）                           | 0.37%  | 大多分佈在東北地方。 |
| 25   | 池田（イケダ、イケタ）                 | 0.36%  | |
| 26   | 橋本（ハシモト）                       | 0.36%  | |
| 27   | 石川（イシカワ、イシガワ）             | 0.34%  | |
| 28   | 齊藤（サイトウ）                       | 0.33%  | |
| 29   | 山下（ヤマシタ、ヤマモト）             | 0.33%  | 大多分佈在西日本。 |
| 30   | 小川（オガワ、コカワ、オカワ、コガワ） | 0.33%  | |

### 各都道府縣人數最多的姓
根據明治安田生命保險2018年主要姓氏的調查（樣本約為655萬人）。
| 都道府縣 | #1   | #2     | #3     | #4     | #5     |
| -------- | ---- | ------ | ------ | ------ | ------ |
| 北海道   | 佐藤 | 高橋   | 佐佐木 | 鈴木   | 伊藤   |
| 青森縣   | 工藤 | 佐藤   | 佐佐木 | 木村   | 中村   |
| 岩手縣   | 佐藤 | 佐佐木 | 高橋   | 千葉   | 菊池   |
| 宮城縣   | 佐藤 | 高橋   | 鈴木   | 佐佐木 | 阿部   |
| 秋田縣   | 佐藤 | 高橋   | 佐佐木 | 伊藤   | 鈴木   |
| 山形縣   | 佐藤 | 鈴木   | 高橋   | 齋藤   | 伊藤   |
| 福島縣   | 佐藤 | 鈴木   | 渡邊   | 齋藤   | 高橋   |
| 茨城縣   | 鈴木 | 佐藤   | 小林   | 渡邊   | 高橋   |
| 栃木縣   | 鈴木 | 渡邊   | 佐藤   | 高橋   | 齋藤   |
| 群馬縣   | 高橋 | 小林   | 佐藤   | 新井   | 清水   |
| 埼玉縣   | 鈴木 | 佐藤   | 高橋   | 小林   | 渡邊   |
| 千葉縣   | 鈴木 | 佐藤   | 高橋   | 渡邊   | 伊藤   |
| 東京都   | 鈴木 | 佐藤   | 高橋   | 田中   | 渡邊   |
| 神奈川县 | 鈴木 | 佐藤   | 高橋   | 渡邊   | 田中   |
| 新潟縣   | 佐藤 | 渡邊   | 小林   | 高橋   | 鈴木   |
| 富山縣   | 山本 | 林     | 吉田   | 田中   | 中村   |
| 石川縣   | 山本 | 中村   | 田中   | 吉田   | 山田   |
| 福井縣   | 田中 | 山本   | 吉田   | 山田   | 小林   |
| 山梨縣   | 渡邊 | 小林   | 清水   | 望月   | 田中   |
| 長野縣   | 小林 | 田中   | 佐藤   | 丸山   | 中村   |
| 岐阜縣   | 加藤 | 伊藤   | 山田   | 渡邊   | 林     |
| 靜岡縣   | 鈴木 | 渡邊   | 望月   | 杉山   | 山本   |
| 愛知縣   | 鈴木 | 加藤   | 伊藤   | 山田   | 佐藤   |
| 三重縣   | 伊藤 | 中村   | 山本   | 田中   | 加藤   |
| 滋賀縣   | 田中 | 山本   | 中村   | 山田   | 西村   |
| 京都府   | 田中 | 山本   | 中村   | 井上   | 西村   |
| 大阪府   | 田中 | 山本   | 中村   | 吉田   | 松本   |
| 兵庫縣   | 田中 | 山本   | 井上   | 松本   | 中村   |
| 奈良縣   | 山本 | 田中   | 吉田   | 中村   | 松本   |
| 和歌山縣 | 山本 | 田中   | 中村   | 松本   | 岡本   |
| 鳥取縣   | 田中 | 山本   | 山根   | 松本   | 前田   |
| 島根縣   | 田中 | 藤原   | 山本   | 佐藤   | 佐佐木 |
| 岡山縣   | 山本 | 三宅   | 藤原   | 佐藤   | 田中   |
| 廣島縣   | 山本 | 田中   | 藤井   | 高橋   | 佐藤   |
| 山口縣   | 山本 | 田中   | 中村   | 藤井   | 原田   |
| 德島縣   | 佐藤 | 田中   | 吉田   | 林     | 山本   |
| 香川縣   | 山本 | 田中   | 大西   | 高橋   | 山下   |
| 愛媛縣   | 山本 | 高橋   | 村上   | 越智   | 渡部   |
| 高知縣   | 山本 | 山崎   | 小松   | 濱田   | 高橋   |
| 福岡縣   | 田中 | 中村   | 井上   | 古賀   | 山本   |
| 佐賀縣   | 田中 | 山口   | 古賀   | 中島   | 松尾   |
| 長崎縣   | 山口 | 松尾   | 田中   | 中村   | 松本   |
| 熊本縣   | 田中 | 中村   | 村上   | 松本   | 坂本   |
| 大分縣   | 佐藤 | 後藤   | 河野   | 渡邊   | 小野   |
| 宮崎縣   | 黑木 | 日高   | 甲斐   | 河野   | 長友   |
| 鹿兒島縣 | 山下 | 中村   | 田中   | 前田   | 濱田   |
| 沖繩縣   | 比嘉 | 金城   | 大城   | 宮城   | 玉城   |

## 外部鏈結
- 日本名字検索No.1／名字由来net｜日本人の苗字・姓氏99%を掲載!! （页面存档备份，存于）